# 越川滋
越川 滋（こしかわ しげる、1937年2月9日 - ）は日本の実業家。元三井造船常勤監査役。

## 来歴
千葉県出身。東京大学工学部船舶工学科卒業、同大学大学院工学研究科船舶工学専攻修士課程修了。
同年 三井造船（株）に入社。1994年6月に取締役兼玉野事業所長となり、1997年6月から常勤監査役に就いた。2002年6月27日 退職。
趣味はドライブ、読書。

## 略歴
- 1962年4月：三井造船（株）に入社[2]。
- 1991年7月：理事 兼 特機システム事業部副事業部長。
- 1992年6月：艦船事業部長。
- 1994年6月：取締役 兼 玉野事業所長。
- 1997年6月：常勤監査役。
- 2002年6月27日：退職。